# Samuel Stryk
Samuel Stryk (22. november 1640 i Lentzen – 23. juli 1710 i Halle a. S.) var en tysk jurist.
Stryk blev Dr. jur. 1665, professor ord. i Frankfurt a. d. O. 1668, 1690 i Wittenberg, 1692 i Halle.
Både som lærer og skribent erhvervede Stryk sig et berømt navn — en kaldelse til København afslog han —, og han var en af sin tids største civilretslærere.
Af hans mange skrifter skal her kun fremhæves: Usus modernus Pandectarum (I—IV, 1690—1712). Stryk var en humant tænkende og fordomsfri personlighed. Hans indflydelse skyldtes det, at Christian Thomasius optog kampen mod hekseprocesserne.